# Santa Cruz de Minas
Santa Cruz de Minas é um município brasileiro no interior do estado de Minas Gerais. Localiza-se na região do Campo das Vertentes e está situado a cerca de 180 km ao sul da capital mineira. Ocupa uma área de 3,565 km², tendo a menor área total entre os municípios do Brasil. Sua população recenseada em 2022 era de 8 109 habitantes.
A sede tem uma temperatura média anual de 20,1 °C e na vegetação do município predominam os campos rupestres. Com 100% da população vivendo na zona urbana, a cidade contava, em 2009, com quatro estabelecimentos de saúde. O seu Índice de Desenvolvimento Humano (IDH) é de 0,706, considerado como alto em relação ao estado.
O povoamento do lugar teve início no decorrer do século XVIII, tendo a cidade desenvolvido-se em função da extração e beneficiamento de areia de quartzo e indústria de beneficiamento de cal. Em 1962 cria-se o distrito, subordinado a Tiradentes, e a emancipação veio a ocorrer em 21 de dezembro de 1995. Nesta ocasião o turismo passou a ter significativa participação na economia municipal, sendo os principais atrativos do lugar a Cachoeira Bom Despacho, que está localizada na Serra de São José e contém o "marco zero" da Estrada Real, e, principalmente, a produção artesanal.

## História
A ocupação do atual município data do século XVIII, durante o processo de formação das vilas de São José del-Rei e São João del-Rei. O nome Santa Cruz de Minas é uma referência a um cruzeiro colocado em uma das praças da cidade. O nome "Porto Real" faz referência ao Porto Real da Passagem, a primeira área de ocupação permanente de que se tem notícia na região, que se localizava nas proximidades da atual ponte sobre o Rio das Mortes que une os municípios de São João del-Rei e Santa Cruz de Minas.
O desenvolvimento da localidade deveu-se à extração e beneficiamento de areia de quartzo e indústria de beneficiamento de cal. Dada a evolução econômica e demográfica, pela lei estadual nº 2.764, de 30 de dezembro de 1962, foi criado o distrito subordinado a Tiradentes, tendo se emancipado pela lei estadual nº 12.030, de 21 de dezembro de 1995. Nesta ocasião o turismo passou a representar outra fonte de renda representativa, devido ao artesanato tradicional. Dessa forma, em 19 de abril de 2003 Santa Cruz de Minas passa a fazer parte do circuito da Estrada Real, após receber um monumento em aço demarcando o "marco zero" da rota histórica.

## Geografia
A área do município, segundo o Instituto Brasileiro de Geografia e Estatística (IBGE), é de 3,565 km², sendo o município brasileiro que possui a menor área total. 1,9148 km² constituem a zona urbana. Situa-se a 21°07'11" de latitude sul e 44°13'24" de longitude oeste e está a uma distância de 181 quilômetros a sudoeste da capital mineira. Seus municípios limítrofes são São João del-Rei e Tiradentes.
Conforme a classificação geográfica mais moderna (2017) do IBGE, Santa Cruz de Minas é um município da Região Geográfica Imediata de São João del-Rei, na Região Geográfica Intermediária de Barbacena. Até então, com a vigência das divisões em microrregiões e mesorregiões, fazia parte da microrregião de São João del-Rei, que por sua vez estava incluída na mesorregião do Campo das Vertentes.

### Circunscrição eclesiástica
A paróquia de São Sebastião pertence à Diocese de São João del-Rei.

### Relevo, hidrografia e ecologia
O relevo do município é predominantemente ondulado, sendo que a altitude do ponto central da cidade é de 910 metros. Santa Cruz de Minas faz parte da Bacia do Rio Grande, sendo banhada pelo Rio das Mortes e pelo Córrego do Mangue, e as maiores altitudes situam-se na Serra de São José, formação rochosa que faz parte de uma sucessão metassedimentar proterozoica onde há predomínio de formações quartzíticas. A serra é englobada pela área de preservação ambiental (APA) São José, cujo ecossistema predominante são os campos rupestres, sendo considerada uma importante área de refúgio de espécies de insetos, aracnídeos, anfíbios, répteis e aves.

### Clima

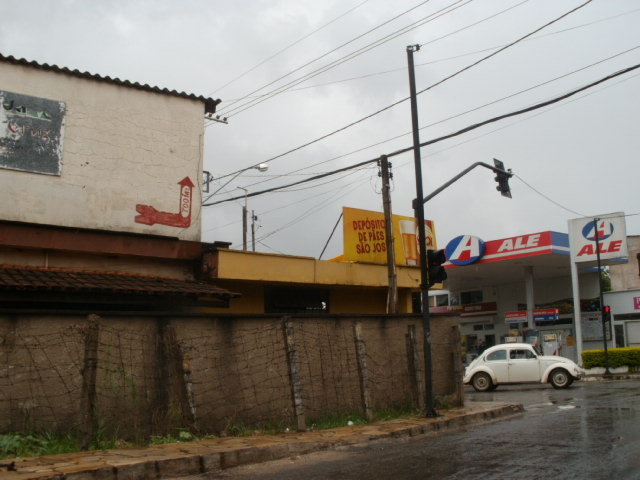
Aspecto da cidade em um dia chuvoso.

O clima santacruzense é caracterizado, segundo o IBGE, como tropical mesotérmico brando semiúmido (tipo Cwb segundo Köppen), tendo temperatura média anual de 20,1 ºC com invernos secos e frios e verões quentes e chuvosos. O mês mais quente, janeiro, tem temperatura média de 23,1 ºC, sendo a média máxima de 28,4 ºC e a mínima de 17,4 ºC. E o mês mais frio, julho, de 16,8 ºC, sendo 23,7 ºC e 9,9 ºC as médias máxima e mínima, respectivamente. Outono e primavera são estações de transição.
A precipitação média anual é de 1 445,0 mm, sendo agosto o mês mais seco, quando ocorrem apenas 11,2 mm. Em dezembro, o mês mais chuvoso, a média fica em 298,0 mm. Nos últimos anos, entretanto, os dias quentes e secos durante o inverno têm sido cada vez mais frequentes, não raro ultrapassando a marca dos 28 ºC, especialmente entre julho e setembro. Em agosto de 2010, por exemplo, a precipitação de chuva em Santa Cruz não passou dos 0 mm. Durante a época das secas e em longos veranicos em pleno período chuvoso também são comuns registros de queimadas em morros e matagais, principalmente na zona rural da cidade, o que contribui com o desmatamento e com o lançamento de poluentes na atmosfera, prejudicando ainda a qualidade do ar.
| Dados climatológicos para Santa Cruz de Minas | Dados climatológicos para Santa Cruz de Minas | Dados climatológicos para Santa Cruz de Minas | Dados climatológicos para Santa Cruz de Minas | Dados climatológicos para Santa Cruz de Minas | Dados climatológicos para Santa Cruz de Minas | Dados climatológicos para Santa Cruz de Minas | Dados climatológicos para Santa Cruz de Minas | Dados climatológicos para Santa Cruz de Minas | Dados climatológicos para Santa Cruz de Minas | Dados climatológicos para Santa Cruz de Minas | Dados climatológicos para Santa Cruz de Minas | Dados climatológicos para Santa Cruz de Minas | Dados climatológicos para Santa Cruz de Minas |
| Mês                                           | Jan                                           | Fev                                           | Mar                                           | Abr                                           | Mai                                           | Jun                                           | Jul                                           | Ago                                           | Set                                           | Out                                           | Nov                                           | Dez                                           | Ano                                           |
| --------------------------------------------- | --------------------------------------------- | --------------------------------------------- | --------------------------------------------- | --------------------------------------------- | --------------------------------------------- | --------------------------------------------- | --------------------------------------------- | --------------------------------------------- | --------------------------------------------- | --------------------------------------------- | --------------------------------------------- | --------------------------------------------- | --------------------------------------------- |
| Temperatura máxima média (°C)                 | 27,8                                          | 27,4                                          | 27,4                                          | 25,8                                          | 24,7                                          | 23,8                                          | 23,7                                          | 25,4                                          | 25,6                                          | 26,9                                          | 27,1                                          | 27,1                                          | 26,0                                          |
| Temperatura mínima média (°C)                 | 17,4                                          | 17,5                                          | 16,8                                          | 15,0                                          | 12,2                                          | 10,6                                          | 9,9                                           | 11,2                                          | 13,3                                          | 15,3                                          | 16,3                                          | 17,0                                          | 14,3                                          |
| Precipitação (mm)                             | 242,1                                         | 202,9                                         | 183,5                                         | 66,8                                          | 30,2                                          | 20,0                                          | 11,5                                          | 11,2                                          | 51,6                                          | 133,5                                         | 193,7                                         | 298,0                                         | 1 445,0                                       |
| Fonte: Somar Meteorologia                     |                                               |                                               |                                               |                                               |                                               |                                               |                                               |                                               |                                               |                                               |                                               |                                               |                                               |

## Demografia
Em 2010, a população do município foi contada pelo Instituto Brasileiro de Geografia e Estatística (IBGE) em 7 870 habitantes. Segundo o censo daquele ano, 3 856 habitantes eram homens e 4 014 habitantes mulheres. Ainda segundo o mesmo censo, todos os habitantes viviam na zona urbana. Já segundo estatísticas divulgadas em 2018, a população municipal era de 8 541 habitantes.

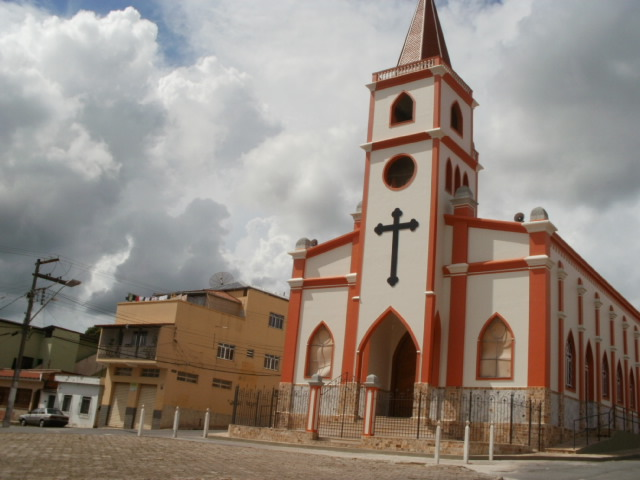
Igreja de São Sebastião, a principal da cidade.

Em 2010, segundo dados do censo do IBGE daquele ano, a população santacruzense era composta por 4 101 brancos (52,14%); 537 negros (6,83%); 71 amarelos (0,90%); 3 153 pardos (40,09%) e três indígenas (0,04%). Considerando-se a região de nascimento, seis eram nascidos na Região Norte (0,08%), 131 na Região Nordeste (1,66%), 7 665 no Sudeste (97,46%), 15 no Sul (0,20%) e 16 no Centro-Oeste (0,20%). 7 322 habitantes eram naturais do estado de Minas Gerais (93,10%) e, desse total, 3 571 eram nascidos em Santa Cruz de Minas (45,41%). Entre os 543 naturais de outras unidades da federação, São Paulo era o estado com maior presença, com 179 pessoas (2,28%), seguido pelo Rio de Janeiro, com 161 residentes (2,05%), e pela Bahia, com 53 habitantes residentes no município (0,1%).
O Índice de Desenvolvimento Humano Municipal (IDH-M) de Santa Cruz de Minas é considerado alto pelo Programa das Nações Unidas para o Desenvolvimento (PNUD), sendo que seu valor é de 0,706 (o 1720º maior do Brasil). A cidade possui a maioria dos indicadores próximos à média nacional segundo o PNUD. Considerando-se apenas o índice de educação o valor é de 0,636, o valor do índice de longevidade é de 0,839 e o de renda é de 0,660. Segundo o IBGE, no ano de 2003 o coeficiente de Gini, que mede a desigualdade social, era de 0,37, sendo que 1,00 é o pior número e 0,00 é o melhor. Naquele ano, a incidência da pobreza, medida pelo IBGE, era de 36,64%, o limite inferior da incidência de pobreza era de 23,28%, o superior era de 50,00% e a incidência da pobreza subjetiva era de 34,59%.
Também de acordo com dados do censo de 2010 realizado pelo IBGE, a população de Santa Cruz de Minas está composta por: 5 868 católicos (74,60%), 1 347 evangélicos (17,13%), 327 pessoas sem religião (4,15%), 143 espíritas (1,81%) e 2,31% estão divididas entre outras religiões.

## Política e administração

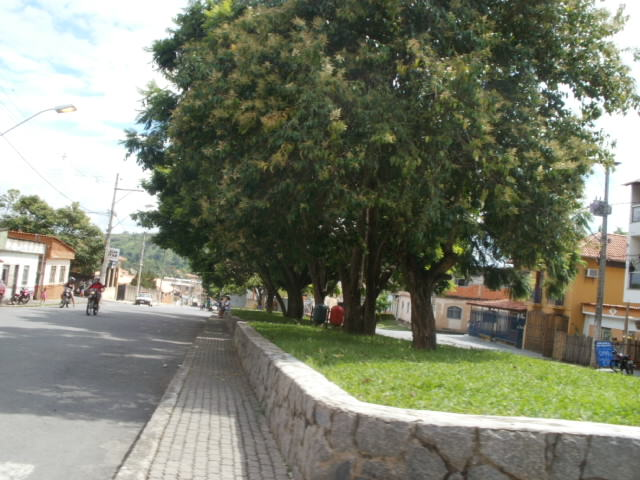
Rua principal de Santa Cruz.

A administração municipal se dá pelos Poderes Executivo e Legislativo. O Executivo é exercido pelo prefeito, auxiliado pelo seu gabinete de secretários. A atual prefeita é Sinara Rafaela Campos, do PT, eleita nas eleições municipais de 2016 com 57,65% dos votos válidos e empossada em 1º de janeiro de 2017, ao lado de Aldo como vice-prefeito. O Poder Legislativo, por sua vez, é constituído pela câmara municipal, composta por nove vereadores. Cabe à casa elaborar e votar leis fundamentais à administração e ao Executivo, especialmente o orçamento participativo (Lei de Diretrizes Orçamentárias).
Em complementação ao processo Legislativo e ao trabalho das secretarias, existem também conselhos municipais em atividade, entre os quais dos direitos da criança e do adolescente e tutelar, ambos criados em 2003. Santa Cruz de Minas se rege por sua lei orgânica, que foi promulgada em 5 de setembro de 1997, e é termo da Comarca de São João del-Rei, do Poder Judiciário estadual, de entrância especial. O município possuía, em julho de 2013, 6 281 eleitores, de acordo com o Tribunal Superior Eleitoral (TSE), o que representa 0,042% do eleitorado mineiro.

## Economia

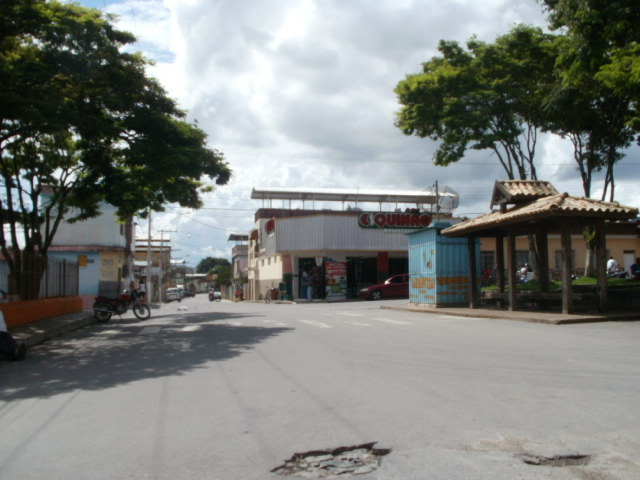
Comércio ao redor da Praça São Sebastião.

O Produto Interno Bruto (PIB) de Santa Cruz de Minas é um dos maiores de sua microrregião, destacando-se na área de prestação de serviços. De acordo com dados do IBGE, relativos a 2010, o PIB do município era de R$ 40 885 mil. 1 821 mil eram de impostos sobre produtos líquidos de subsídios a preços correntes. O PIB per capita é de R$ 6 183,36 Em 2011 havia 1 212 trabalhadores categorizados como pessoal ocupado total e 915 se enquadravam como ocupado assalariado. Salários juntamente com outras remunerações somavam 11 713 mil reais e o salário médio mensal de todo município era de 1,6 salários mínimos. Havia 240 unidades locais e 237 empresas atuantes.
A agricultura é o setor menos relevante na economia de Santa Cruz de Minas. Em 2010, de todo o PIB da cidade, 25 mil reais era o valor adicionado bruto da agropecuária. Segundo o IBGE, em 2011 o município possuía um rebanho de 121 suínos, 27 bovinos, 23 equinos e 734 aves, entre estas 114 codornas, 348 galinhas e 272 galos, frangos e pintinhos. Em 2011 a cidade produziu 20 mil litros de leite de 13 vacas, 2 mil dúzias de ovos de galinha e mil dúzias de ovos de codorna.
A indústria, em 2010, era o segundo setor mais relevante para a economia do município. 5 953 reais do PIB municipal eram do valor adicionado bruto da indústria (setor secundário). A produção industrial ainda é incipiente na cidade, mesmo que comece a dar sinais de aprimoramento, sendo resumida principalmente à extração de quartzo e cal, à produção de móveis artesanais e à fabricação de produtos alimentícios. Segundo estatísticas do ano de 2000, 940 pessoas estavam ocupadas no setor industrial. Também há no município uma grande concentração de estabelecimentos comerciais, hotéis, pousadas, restaurantes e áreas de camping, sendo a produção artesanal um dos principais atrativos do município. Em 2000, 521 pessoas estavam ocupadas no setor comercial e 1 011 dedicavam-se à prestação de serviços e em 2010 33 086 reais do PIB municipal eram do valor adicionado bruto do setor terciário.

## Infraestrutura

### Habitação e criminalidade

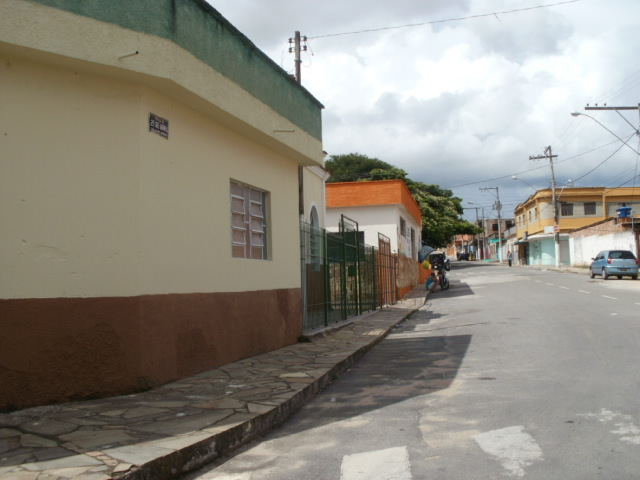
Residências em Santa Cruz de Minas, na Rua 21 de Abril.

No ano de 2010 a cidade tinha 2 520 domicílios particulares permanentes. Desse total, 2 446 eram casas e 74 eram apartamentos. Do total de domicílios, 1 865 são imóveis próprios (1 763 já quitados e 102 em aquisição); 490 foram alugados; 162 foram cedidos (sete cedidos por empregador e 155 cedidos de outra forma) e três foram ocupados de outra maneira. Parte dessas residências contava com água tratada, energia elétrica, esgoto, limpeza urbana, telefonia fixa e telefonia celular. 2 491 domicílios eram atendidos pela rede geral de abastecimento de água (98,84% do total); 2 509 (99,56%) possuíam banheiros para uso exclusivo das residências; 2 517 (99,88% deles) eram atendidos por algum tipo de serviço de coleta de lixo; e 2 509 (99,56%) possuíam abastecimento de energia elétrica.
Entre 2006 e 2008, a taxa de homicídios foi de 7,6 mortes para cada 100 mil habitantes, com um total de sete óbitos. Neste período também registraram-se 7,6 mortes por suicídio para cada 100 mil habitantes, com uma ocorrência, e por óbitos por acidentes de transito, com dois registros. Por força da Constituição Federal do Brasil, o município possui uma Guarda Municipal, que tem função de proteger os bens, serviços e instalações públicas.

### Saúde e educação

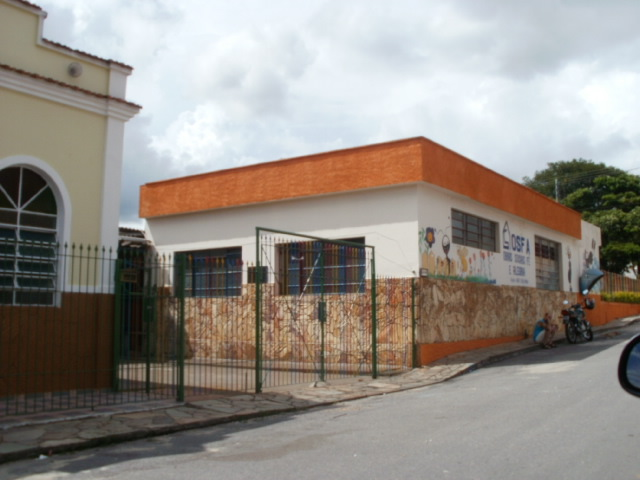
Creche pública municipal da cidade.

Em 2009, o município possuía quatro estabelecimentos de saúde entre hospitais, pronto-socorros, postos de saúde e serviços odontológicos, sendo dois públicos, ambos pertencentes à rede municipal, e dois particulares; todos integrantes do Sistema Único de Saúde (SUS). Em 2011 foram registrados 79 nascidos vivos, sendo que o índice de mortalidade infantil neste ano foi de 12,7 óbitos de crianças menores de cinco anos de idade a cada mil nascidos. Em 2010, 19,0% do total de mulheres grávidas eram de meninas que tinham menos de 20 anos. Dentre as crianças pesadas pelo Programa Saúde da Família, nenhuma estava desnutrida.
Na área da educação, o Índice de Desenvolvimento da Educação Básica (IDEB) médio entre as escolas públicas de Santa Cruz de Minas era, no ano de 2011, de 3,8 (numa escala de avaliação que vai de nota 1 a 10), sendo que a nota obtida por alunos do 5º ano (antiga 4ª série) foi de 5,1 e do 9º ano (antiga 8ª série) foi de 2,5; o valor das escolas públicas de todo o Brasil era de 4,0. O município contava, em 2012, com aproximadamente 861 matrículas nas instituições de ensino da cidade.
Em 2010, de acordo com dados da amostra do censo demográfico, da população total, 2 113 habitantes frequentavam creches e/ou escolas. Desse total, 19 frequentavam creches, 191 estavam no ensino pré-escolar, 28 na classe de alfabetização, nove na alfabetização de jovens e adultos, 56 no ensino fundamental, 43 no ensino médio, 56 na educação de jovens e adultos do ensino fundamental, 43 na educação de jovens e adultos do ensino médio, sete na especialização de nível superior, 139 em cursos superiores de graduação e 16 cursavam mestrado. 3 180 pessoas não frequentavam unidades escolares, sendo que 618 nunca haviam frequentado e 5 135 haviam frequentado alguma vez. No mesmo ano, 3,6% das crianças com faixa etária entre sete e quatorze anos não estavam cursando no ensino fundamental. A taxa de conclusão, entre jovens de 15 a 17 anos, era de 65,2% e o percentual de alfabetização de jovens e adolescentes entre 15 e 24 anos era de 99,3%. A distorção idade-série entre alunos do ensino fundamental, ou seja, com com idade superior à recomendada, era de 14,8% para os anos iniciais e 48,9% nos anos finais e, no ensino médio, a defasagem chegava a 34,5%.
| Ensino pré-escolar | 75  | 4  | 1 |
| Ensino fundamental | 638 | 24 | 2 |
| Ensino médio       | 148 | 18 | 1 |

### Comunicação, serviços básicos e transportes
O código de área (DDD) de Santa Cruz de Minas é 032 e o Código de Endereçamento Postal (CEP) vai de 36328-000 a 36329-999. No dia 3 de novembro de 2008 o município passou a ser servido pela portabilidade, juntamente com outros municípios com o mesmo DDD. A portabilidade é um serviço que possibilita a troca da operadora sem a necessidade de se trocar o número do aparelho.
A responsável pelo serviço é a Companhia Energética de Minas Gerais (Cemig). Segundo a empresa, em 2003 havia 2 555 consumidores e foram consumidos 4 868 571 KWh de energia. O serviço de coleta de esgoto e o abastecimento de água da cidade é feito pela própria prefeitura, segundo a Companhia de Saneamento de Minas Gerais (Copasa) no ano de 2004, sendo que em 2008 havia 2 069 unidades consumidoras e eram distribuídos em média 8 mil m³ de água tratada por dia.
A frota municipal no ano de 2012 era de 2 583 veículos, sendo 1 174 automóveis, 69 caminhões, três caminhões trator, 127 caminhonetes, 68 caminhonetas, nove micro-ônibus, 926 motocicletas, 141 motonetas, dois ônibus, cinco utilitários e 59 classificados como outros tipos de veículos. O município é atendido por duas rodovias: a BR-040 (Rodovia Rio-Brasília), que começa na cidade do Rio de Janeiro, passa por Petrópolis (no Rio de Janeiro), Juiz de Fora, Barbacena, Região Metropolitana de Belo Horizonte, Paracatu (Minas Gerais), Luziânia (Goiás) e termina em Brasília, sendo a principal ligação às capitais mineira e nacional; e a BR-383, que começa em Conselheiro Lafaiete, Minas Gerais, e termina em Ubatuba, São Paulo.

## Cultura

### Manifestações culturais e instituições

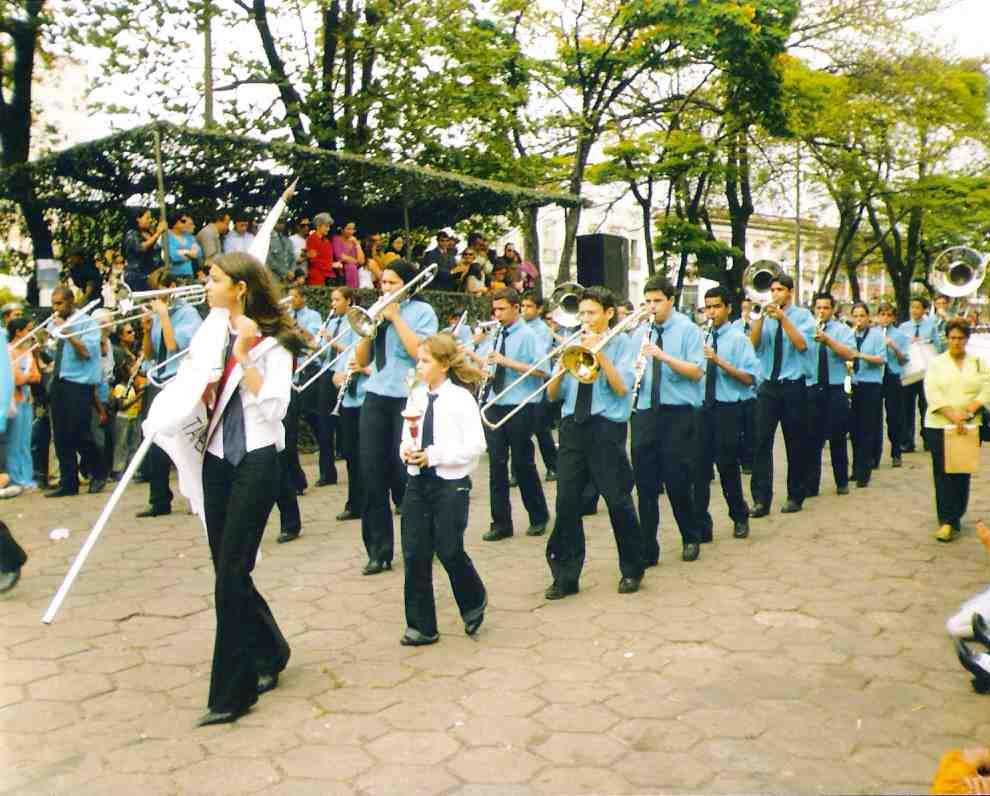
Apresentação da Corporação Musical São Sebastião, de Santa Cruz de Minas.

Para estimular o desenvolvimento socioeconômico local, a prefeitura de Santa Cruz de Minas, juntamente ou não com instituições locais, passou a investir mais no segmento de festas e eventos. Os principais eventos são a Festa de São Sebastião, celebrada na semana de seu dia, 20 de janeiro, com shows musicais, barracas com comidas típicas, novenas e missas em homenagem ao padroeiro do município; o Carnaval, organizado em fevereiro ou março, com desfiles dos blocos formados por grupos da cidade, marchinhas e shows com bandas regionais; a Festa de Nossa Senhora do Rosário, na semana de seu dia, 7 de outubro, com shows musicais, barracas com comidas típicas, procissões e missas; e as comemorações do aniversário da cidade, que é celebrado no dia 21 de dezembro.
Santa Cruz de Minas conta com um conselho de preservação do patrimônio, criado em 2008 e de caráter consultivo e deliberativo. Dentre os espaços culturais, destaca-se a existência uma biblioteca mantida pelo poder público municipal, seis estádios ou ginásios poliesportivos, também mantidos pelo município, e clubes e associações recreativas, segundo o IBGE em 2005 e 2012. Também há existência de manifestações tradicionais populares, bandas, escolas de samba, blocos carnavalescos e instituições com foco ao artesanato, de acordo com o IBGE em 2012. A Corporação Musical São Sebastião, por exemplo, atua em apresentações culturais tanto da cidade quanto de cidades vizinhas. O artesanato também é uma das formas mais espontâneas da expressão cultural santacruzense, sendo que, segundo o IBGE, as principais atividades artesanais desenvolvidas em Santa Cruz são os trabalhos com metal e madeira e construção de produtos envolvendo materiais recicláveis. Em 2011, havia duas associações de artesanato: a Associação Porto Arte Real e a Corporação de Artesãos de Santa Cruz de Minas.

### Turismo
Santa Cruz de Minas faz parte do Circuito Turístico Trilha dos Inconfidentes, que foi criado em 18 de maio de 2005 pela Secretaria de Estado de Turismo com o objetivo de estimular o turismo na região. A principal atração do município é a Cachoeira Bom Despacho, localizada na Serra de São José, na divisa com o município de Tiradentes. Nela situa-se o chamado  "marco zero" da Estrada Real, criado em abril de 2003. A atividade artesanal também é um dos principais atrativos, tendo configurado-se ainda como uma das principais fontes de renda, apesar de sua estruturação ser recente. Destacam-se a produção e venda de móveis em estilo colonial e objetos para decoração em ferro, cerâmica e fibra.